# 佐伯三野
佐伯 三野（さえき の みの）は、奈良時代の貴族。名は美濃とも記される。参議・佐伯今毛人の子。官位は従四位下・右京大夫。

## 経歴
天平宝字8年（764年）藤原仲麻呂の乱が発生すると、三野は従五位上に叙爵されて孝謙上皇方として活動する。近江国高島郡三尾埼で三野は大野真本らと共に恵美押勝（藤原仲麻呂）軍と交戦し、これを多数殺傷している。
天平神護元年（765年）左衛士佐に任じられ、翌天平神護2年（766年）には乱での功労により功田20町を与えられる。天平神護2年（767年）には下野守に任ぜられ地方官に転じた。
宝亀元年（770年）光仁天皇の即位に伴って正五位下に昇叙される。宝亀2年（771年）従四位下に叙されると共に、陸奥守兼鎮守将軍に任官するが、蝦夷征討へ向けた大規模な軍事活動の実行には至らず、翌宝亀3年（772年）には早くも右京大夫に任ぜられ京官に復す。
宝亀10年（779年）2月6日卒去。最終官位は散位従四位下。

## 官歴
『続日本紀』による。
- 時期不詳：正六位上
- 天平宝字8年（764年） 9月12日：従五位上（越階）
- 天平神護元年（765年） 2月5日：左衛士佐
- 天平神護2年（766年） 2月21日：功田20町。3月20日：下野守
- 宝亀元年（770年） 10月1日：正五位下
- 宝亀2年（771年） 閏3月1日：従四位下、陸奥守兼鎮守将軍
- 宝亀3年（772年） 9月29日：右京大夫
- 宝亀10年（779年） 2月6日：卒去（散位従四位下）